# Pueblo Nuevo, Chignahuapan
Pueblo Nuevo är en ort i Mexiko.   Den ligger i kommunen Chignahuapan och delstaten Puebla, i den sydöstra delen av landet, 120 km nordost om huvudstaden Mexico City. Pueblo Nuevo ligger 2 670 meter över havet och antalet invånare är 530.
Terrängen runt Pueblo Nuevo är kuperad åt nordväst, men åt sydost är den platt. Runt Pueblo Nuevo är det ganska tätbefolkat, med 54 invånare per kvadratkilometer. Närmaste större samhälle är Zacatlán, 15,8 km öster om Pueblo Nuevo. I omgivningarna runt Pueblo Nuevo växer huvudsakligen savannskog.